# Lallie Charles
Lallie Charles, nata Charlotte Elizabeth Martin (Irlanda, 1869 – Londra, 5 aprile 1919) è stata una fotografa britannica.

## Biografia
Nacque in Irlanda ed ebbe due sorelle. Una fu Rita Martin anch'essa una fotografa piuttosto nota mentre l'altra, Isabelle Reilly, era invece conosciuta come Bea. Le tre sorelle compaiono in due foto del 1899 nello studio di Lallie Charles. Ebbe anche un fratello, Robert Chesney Martin, il quale, dopo la sua morte, continuò a gestire lo studio fotografico.
Verso il 1895 sposò il fotografo londinese Georges Garet-Charles, da cui divorziò intorno al 1902. Ispirata da Alice Hughes, l'anno successivo aprì il suo atelier che chiamo "The Nook", non lontanto da Regent's Park. Nel 1897 prese la sorella Rita come assistente nel proprio studio, dove imparò le tecniche della fotografia. Uno dei ritratti eseguiti da Charles di una giovane ragazza venne colorato a mano e utilizzato come immagine di copertina per il primo numero di The Royal Magazine, pubblicato dal giornalista ed editore Arthur Pearson nel novembre 1898.

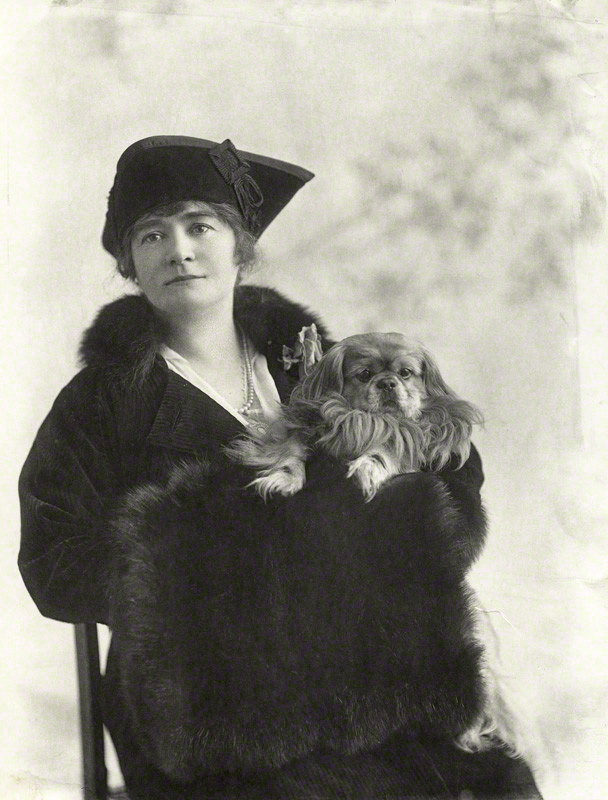
Autoritratto con cane, 1910 circa

Alcuni anni dopo, nel 1906, Martin, aprì un proprio atelier in Baker Street. Anche se apparentemente si creò una sorta di concorrenza, nel primo decennio del Novecento le due sorelle vengono ricordate per essere state le due fotografe di ritratti femminili di maggior successo londinese. Anche se Martin verso la fine del primo decennio del Novecento fu affermata tanto da essere definita "favolosa fotografa di celebrità", la sorella Charles, essendo il suo studio presente da tempo sulla piazza londinese, era considerata la "principale fotografa ritrattista dei suoi tempi", tanto che anche Madame Yevonde fu tra le sue allieve.
Nell'età edoardiana, tra 1901 e il 1910, si ebbe in Inghilterra una notevole crescita di studi fotografici gestiti da donne. Nel 1903 il fotografo Hayman Seleg Mendelssohn affermava che "la ritrattistica è ormai nelle mani delle donne". Furono aperti, tra gli altri, gli atelier per i ritratti di Lallie Charles e della sorella Rita Martin, ma ci furono anche donne reporter come Christina Broom, Kate Pragnell e Lizzie Caswall Smith.
Cecil Beaton all'epoca molto giovane, nel suo libro, riferendosi al modo di fotografare delle sorelle, scrisse: "Rita Martin, e la pallida bellezza terracotta delle sue fotografie sono parte integrante di questo periodo. Martin e sua sorella, Lallie Charles, la fotografa rivale, posavano le loro modelle in una posa morbida con luce da giardino d'inverno, che rende tutti i capelli delirantemente biondi". In seconde nozze, Charles sposò Herbert Carr anche se non sappiamo quando.
Le poche fotografie negative sopravvissute delle due sorelle sono conservate presso la National Portrait Gallery di Londra, a seguito della donazione da parte di una nipote di Lallie Charles Cowell nel 1994.

## Galleria d'immagini

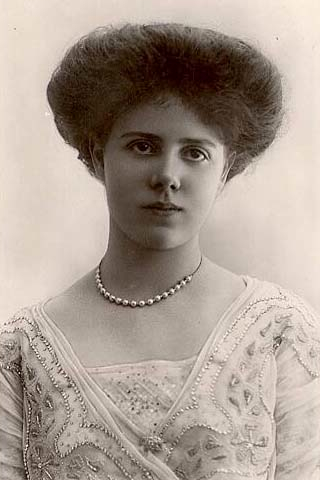
Principessa Maud Duff, contessa di Southesk, 1910 circa
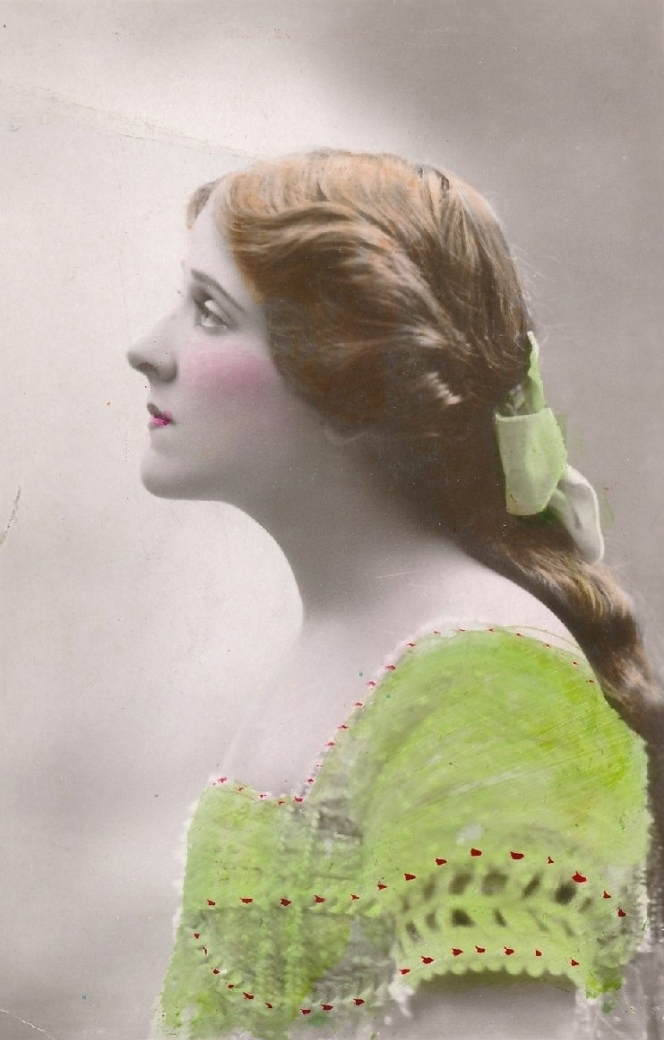
la cantante e attrice Edna May, 1910 circa (foto colorata a mano)
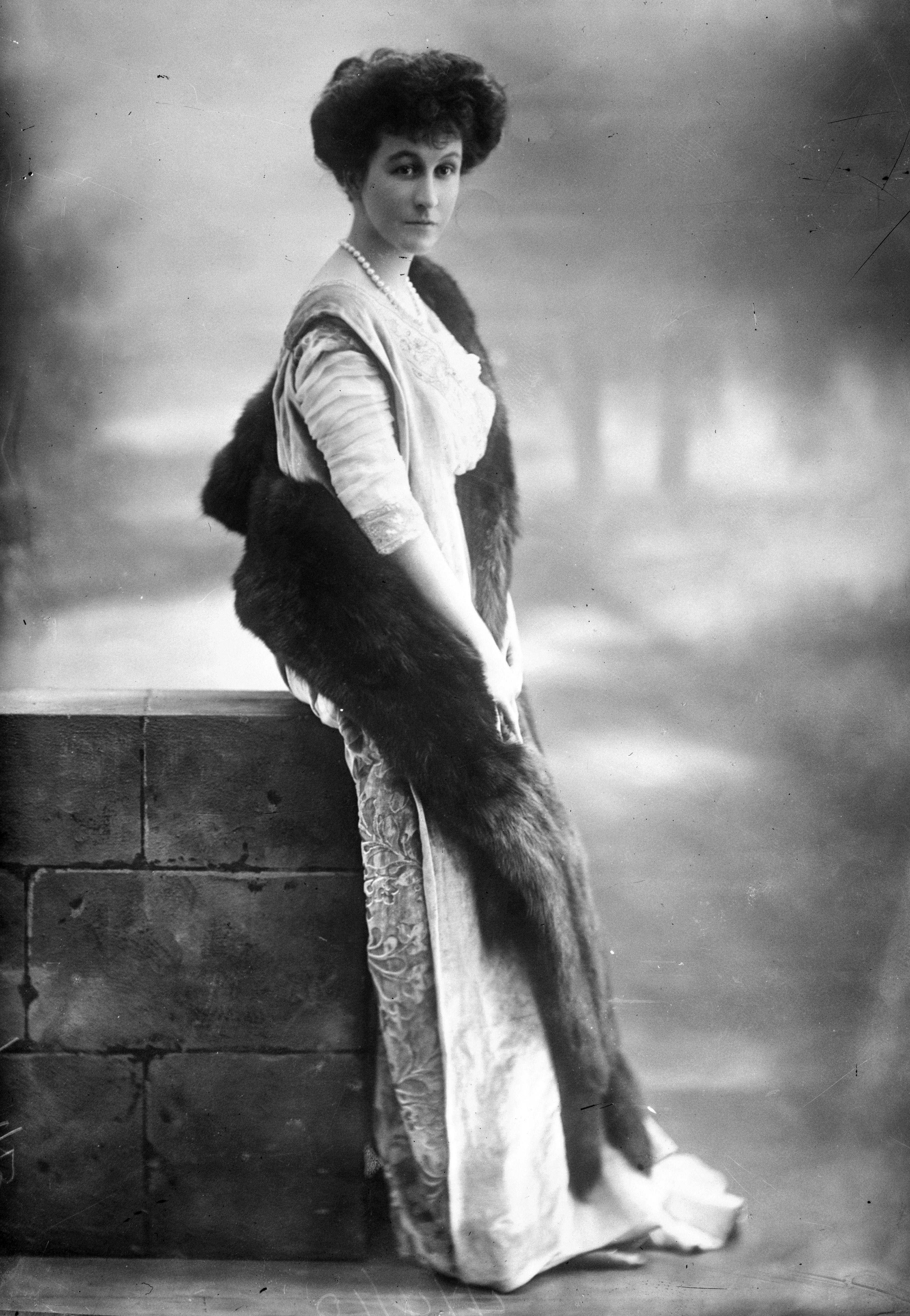
Mary Goelet duchessa di Roxburghe, 1913 circa
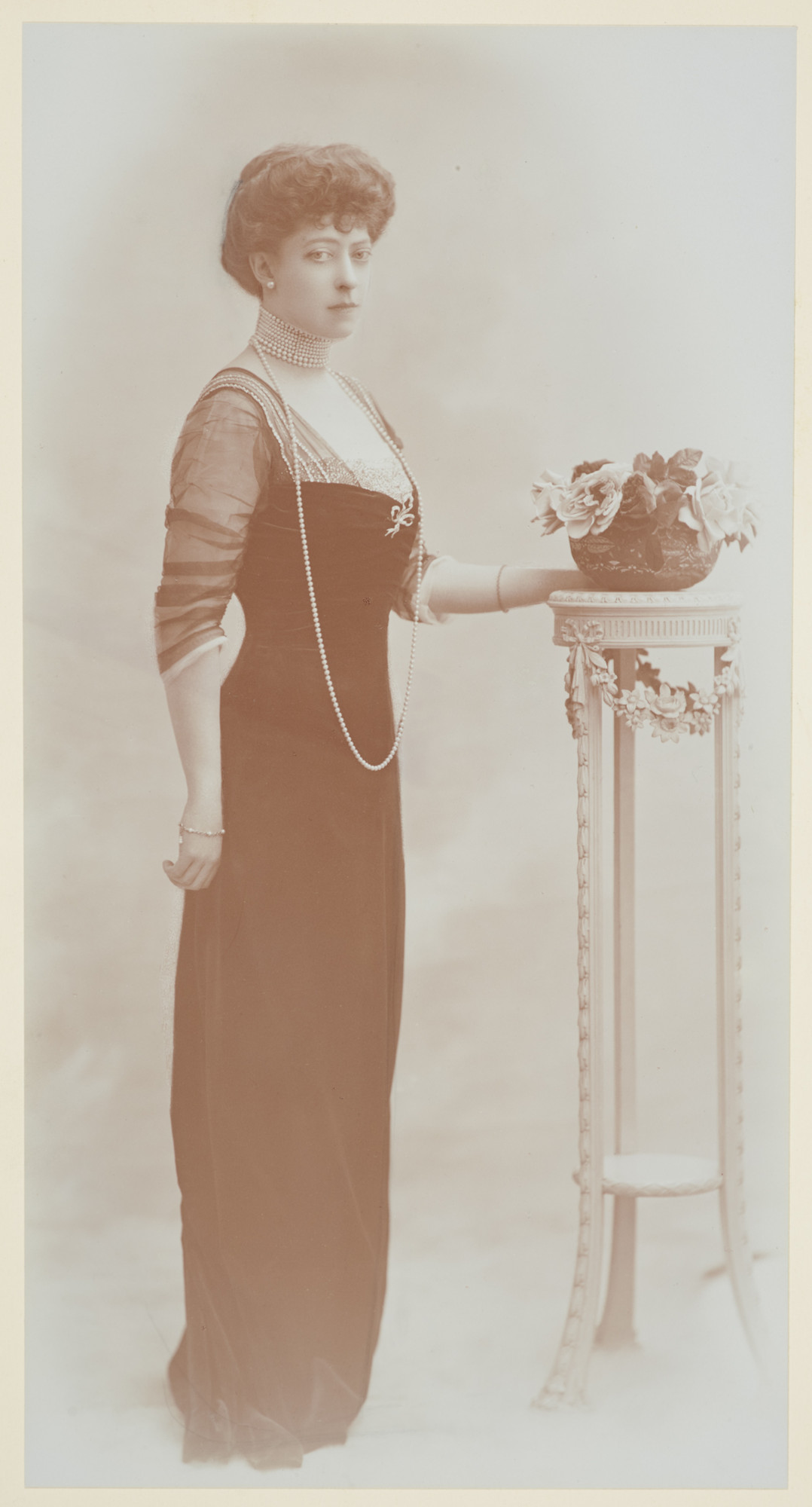
principessa Vittoria del Galles, 1914 circa
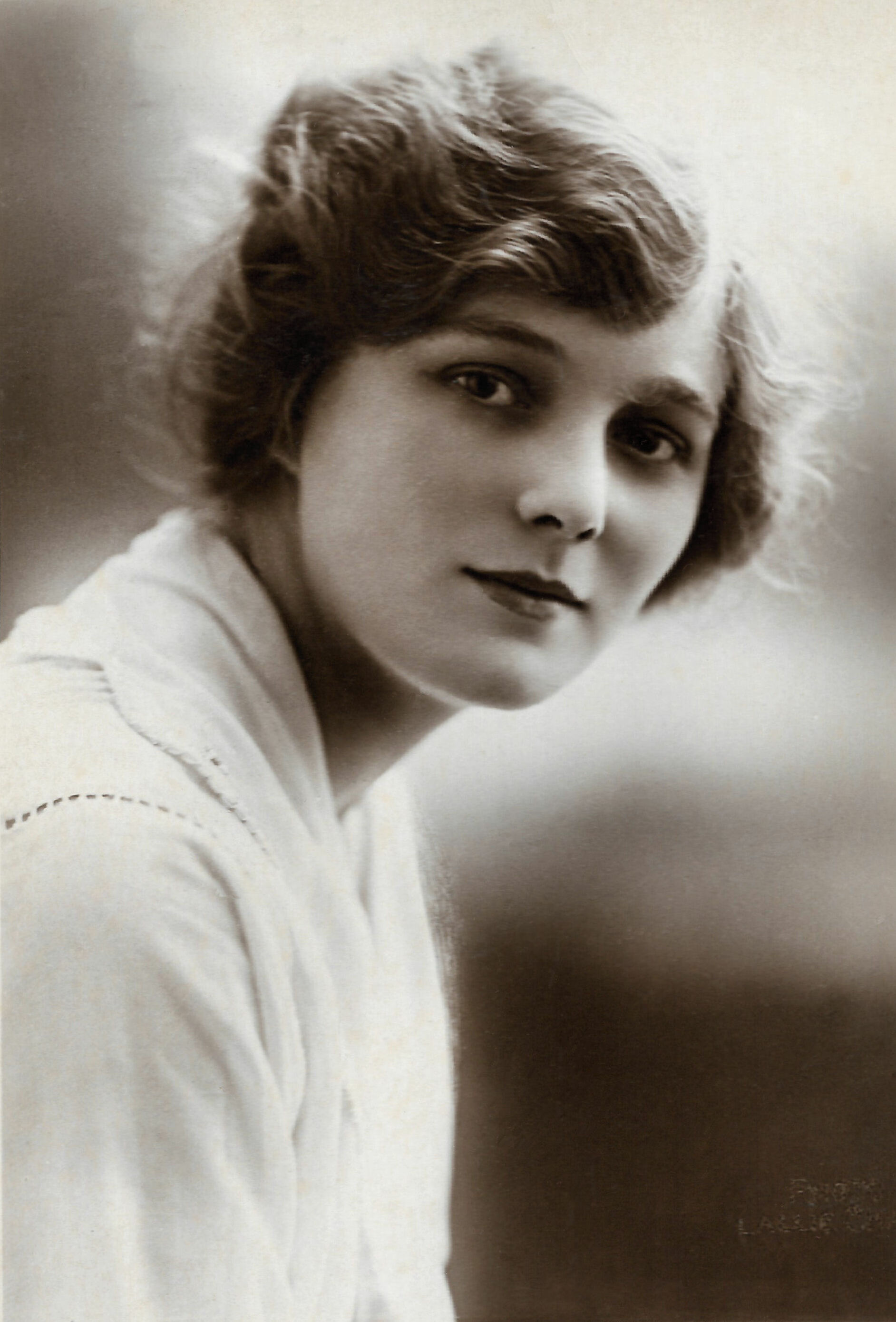
l'attrice inglese Chrissie White, data ignota
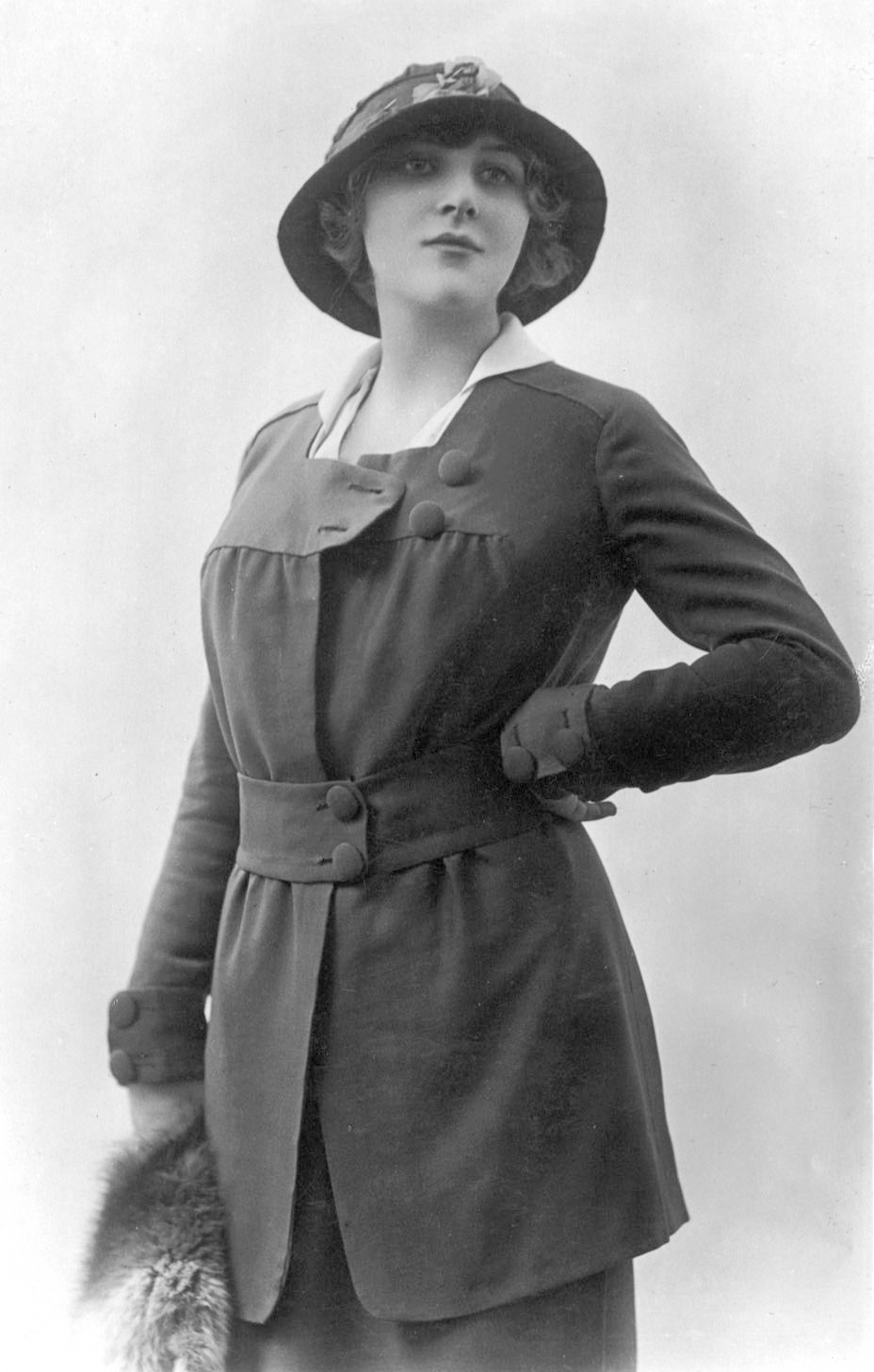
l'attrice inglese Isobel Elsom, data ignota
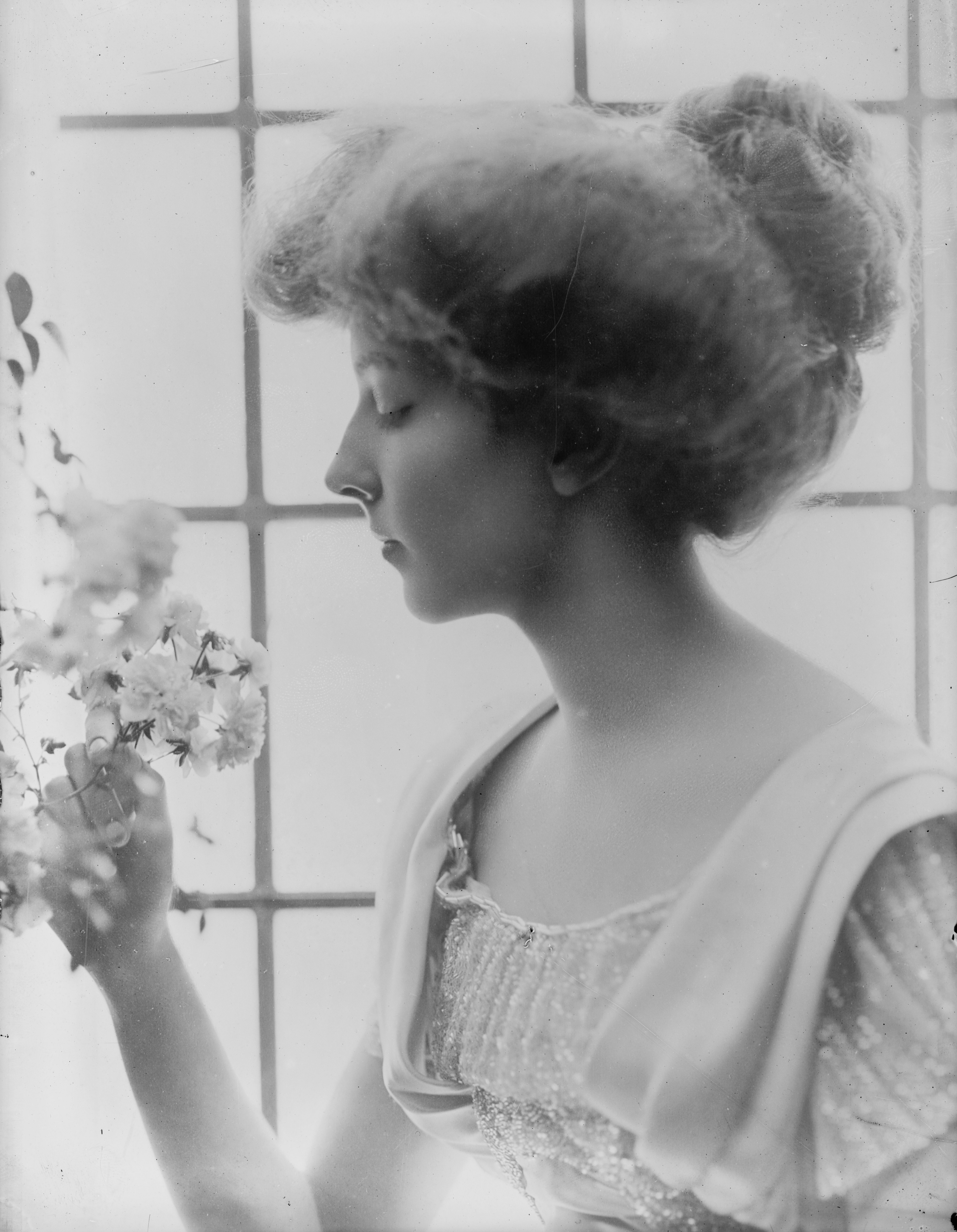
Anita Stewart Morris, principessa di Braganza, duchess di Viseu, data ignota
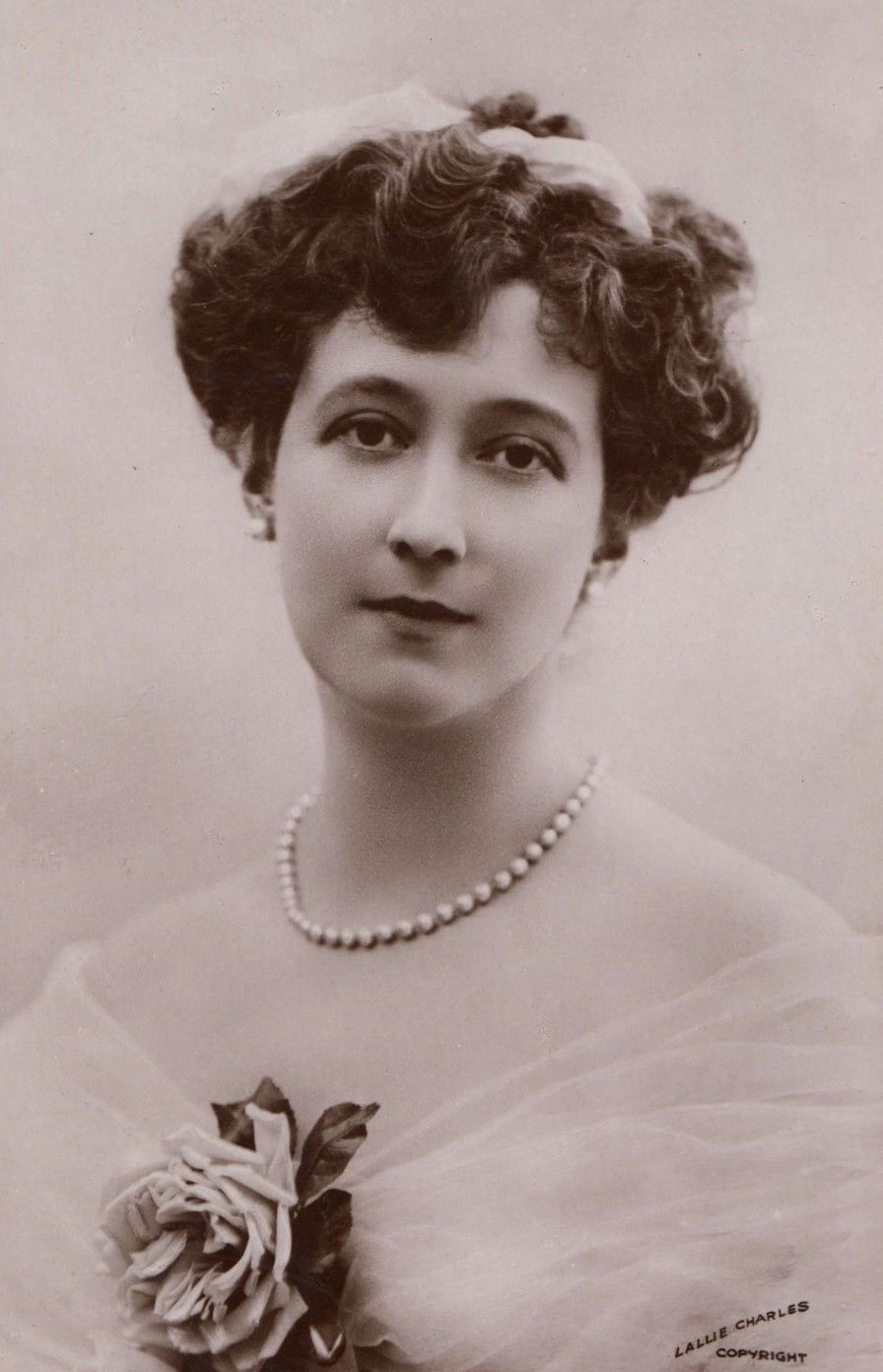
l'attrice inglese Ellis Jeffreys, data ignota